# Mondial des Cultures
Le Mondial des Cultures (anciennement Festival Mondial de folklore de Drummondville) est un festival qui fait découvrir les différentes facettes des traditions du monde chaque été au début du mois de juillet au parc Woodyatt de Drummondville, une ville située dans la région du Centre-du-Québec. Cette manifestation a été fondée en 1982, après que des membres de l'Ensemble folklorique Mackinaw eurent participé à un festival similaire à Dijon, en France, en 1977.  
De 1982 à 2016, le festival  s'étale sur 11 jours. En 2017, il passe à 9 jours de festivité, durant lesquels des dizaines d'artistes de renom et des danseurs, chanteurs et musiciens venus du monde entier participent à cet événement, qui a recensé ces dernières années en moyenne plus de 260 000 visites par édition. Un macaron, objet emblématique du festival, était conçu chaque année. Michael Deetjens fut tête d’affiche du macaron et du festival de 2007 à 2011. Le budget annuel est de 2,5 millions de dollars canadiens et les retombées économiques sont estimées à 16,7 millions de dollars canadiens, selon une étude effectuée par CROP en 2007. Du fait de telles statistiques, le Mondial des Cultures est l'un des 4 plus grands festivals de folklore au monde. Il est aussi une des figures de proue de la section canadienne du Conseil International des Organisations de Festival de Folklore et d'Arts Traditionnels (CIOFF), un organisme affilié à l'UNESCO. En 2018, la 37ème édition n'aura pas lieu du aux complications financières que vit l'événement. La ville de Drummondville va revoir l'événementiel en 2018 ce qui pourrait faire reprendre les activités de l’événement en 2019.

## Historique

Ancien logo du festival

C'est avec le support du Conseil canadien des arts populaires et du Carrefour socioculturel de Drummondville que la première édition du Festival mondial de folklore de Drummondville voit le jour en juillet 1982. Avec l'appui spontané de la population locale, la réussite de l’événement est instantanée, et le festival devient rapidement une référence dans le milieu folklorique au Québec, en Amérique du Nord et partout dans le monde.
Vingt-sept ans plus tard, quelque 90 pays ont été représentés à travers la danse et la musique de plus de 430 compagnies différentes. En 1998, un virage s’est amorcé avec le changement d’appellation ; afin de moderniser l’image de l’événement, mais aussi élargir la programmation et viser de plus en plus la clientèle jeune et familiale. Baignant dans une mer de festivals d’été et d’attractions de toutes sortes, le Mondial des Cultures a su se distinguer par son contenu et son produit. Membre du RÉMI (Regroupement des événements majeurs internationaux du Québec) depuis 1999, l’organisation joue un rôle clé au sein des plus grandes manifestations au Québec.

## Les sites du Mondial des Cultures
Situé au cœur de la ville, le parc Woodyatt est le lieu historique où se déroulent les festivités chaque été. Il accueille lors du Mondial des Cultures plusieurs sites proposant une programmation riche et variée. 
- Le Grand Théâtre Cogéco : la scène principale vous propose de découvrir, en après-midi comme en soirée, des spectacles à grand déploiement où des danseurs et des musiciens internationaux de haut niveau côtoient des artistes du monde dans une ambiance feutrée
- Le Pavillon Loto-Québec: Situé à l'emplacement de l'ancienne Folklothèque, ce petit théâtre intime allie bistro et spectacles musiques pour le plus grand plaisir des festivaliers.
- L'Espace Jeunesse Soucy : Jeux, maquillage, activités avec les ensembles internationaux et présentation de spectacles jeunesses où découvertes et émerveillement sont les maîtres mots
- Le Sentier des Artisans du Québec : ce site regroupe des dizaines d'artisans, qui vous font découvrir leurs différents arts et produits uniques

## Le Défilé international
Célèbre par son ampleur, le Défilé International offre la chance de voir une centaine d'artistes venus d'à travers le monde qui danseront, chanteront et partageront leur passion avec les dizaines de milliers de spectateurs attendus le long du parcours. Durant ce trajet d'un kilomètre à ciel ouvert, la magie s'opère chaque année grâce à un contact privilégié entre les danseurs et le public. 

## Les artistes
En 34 éditions, une centaine de pays ont été représentés au Mondial des Cultures par plus de 460 compagnies de danse et 27 000 artistes. La scène principale a déjà accueilli de grands noms tels que Corneille, Zachary Richard, La Compagnie créole, Grégory Charles, Les Trois Accords, Messmer, Star Académie et plusieurs autres. 
Le cœur de la vision artistique repose sur les objectifs suivants :
- Assurer la diffusion et la promotion du folklore québécois, canadien et international auprès d’une clientèle vaste et variée provenant d’ici et d’ailleurs (la région, d’autres provinces canadiennes et territoires, et bien entendu les pays du monde entier).
- Organiser une fête populaire abordable tout en respectant des critères de qualité et d’authenticité imposés par l’image de marque.
- Participer au développement culturel des arts et traditions populaires du Canada.
- Développer un attrait pour de plus jeunes festivaliers par le TRAD et la musique du monde.
- Élargir le thème de la culture internationale sous toutes ses facettes (dégustation, us et coutumes du monde, jeux et films du monde etc.)
- Susciter une participation active et encourager les relations interpersonnelles et la proximité, particulièrement entre les artistes et la population.
- Favoriser le partage de connaissances et d’expériences entre les artistes à travers la conceptualisation de chorégraphies par les directeurs artistiques et des activités ludiques entre les danseurs, les artistes et les festivaliers.

Les pays représentés par les ensembles folkloriques pour l'édition 2017
Canada (Québec)
- Belgique
- États-Unis
- France
- Italie
- Indonésie
- Japon
- Mexique
- Porto Rico
- Russie
- Slovaquie
Les pays représentés par les ensembles folkloriques pour l'édition 2015
Canada (Québec)
- Côte d'Ivoire
- Espagne
- États-Unis
- Inde
- Mexique
- Pologne
- Roumanie
- Slovaquie
Les pays représentés par les ensembles folkloriques pour l'édition 2014
Autriche
- Brésil
- Colombie
- Croatie 
- Finlande
- Mexique
- République dominicaine
- Taïwan
Les pays représentés par les ensembles folkloriques pour l'édition 2013
Australie
- Bulgarie
- Burundi
- Canada 
- Chine
- Colombie
- États-Unis
- Inde
- Mexique
- Panama
- Pologne
Les pays représentés par les ensembles folkloriques lors de l'édition 2012
Canada
- Chypre
- Colombie
- États-Unis représentant l'Irlande
- France
- Martinique
- Mexique
- Nouvelle-Zélande
- Pérou
- Pologne
- Serbie
- Slovaquie
Les pays représentés par les ensembles folkloriques lors de l'édition 2011
Argentine
- Brésil
- Canada
- Chine
- Guadeloupe
- Inde
- Mexique
- Pays basque
- Pérou
- Tahiti
- Vietnam

Les pays représentés par les ensembles folkloriques lors de l'édition 2010
Canada
- Équateur
- Finlande
- France
- Indonésie
- Martinique
- Pologne
- Porto Rico
- Portugal
- Russie
- Turquie
- États-Unis
- Hongrie

Les pays représentés par les ensembles folkloriques lors de l'édition 2009
Canada
- Écosse
- Grèce
- Hongrie
- Israël
- Mexique
- Paraguay
- Russie
- Serbie
- Taïwan

Les pays représentés par les ensembles folkloriques lors de l'édition 2008
Argentine
- Biélorussie
- Bulgarie
- Canada
- Chypre
- Égypte
- Espagne
- France
- Lituanie
- Mexique
- Slovaquie
- Suisse
- Tahiti

Les porte-paroles

- 2009-2014 : Florence K
- 2008 et 2007 : Sonia Benezra

## Le Mondial Vert
Depuis 2005, le Mondial a concrétisé un virage vert en devenant un événement écoresponsable. Afin de contrer les gaz à effet de serre émis dans l’atmosphère par le transport des artistes venus des différents pays, un comité vert procède à la plantation d’arbres sur un terrain désigné par la Ville de Drummondville. Lors de l'événement en juillet, des actions de récupération, de sensibilisation et de prévention sont mises en place.